# NGC 3242
목성의 유령(영어: Ghost of Jupiter, NGC 3242)는 바다뱀자리에 있는 행성상 성운이다. 목성의 유령이란 이름이 붙여진 이유는 망원경으로 보았을 때 목성처럼 보이기 때문이다. 1785년 2월 7일에 존 허셜이 발견했다. 1864년에 NGC 천체목록의 기초인 GC(General Catalog)에 2102번째 천체로 추가되었다. '목성의 유령'이라는 이름은 미국의 천문학자인 로버트 버넘이 붙였다.

## 특징
지구에서 봤을 때, 이 행성상 성운의 지름은 40"로, 행성인 목성과 같다. 이 성운의 중심에는 약 11등급의 중심성(사진 내부의 보라색 별)이 있는데, 이 별은 성운 폭발의 중심으로, 백색왜성이다. 그리고 목성상 성운에서도 토성상 성운과 같이 제트(고속 가스)(사진의 빨간 색 삼각형)를 발견할 수 있는데, 남극과 북극으로 뿜어져 나오고 있다. 따라서, 이 성운은 쌍극형이라는 것을 알 수 있다. 그리고, 이 성운 바깥쪽에도 껍질이 있고, 안쪽에도 껍질이 있는데, 연구결과, 더 희미한 바깥쪽의 껍질은 생성된 지 5400년이 지났고, 밝은 안쪽 껍질은 생긴 지 1400년이 지났다는 것이 밝혀졌다.

## 같이 보기
- 신판일반목록 천체 목록
- 행성상성운